# Iwan Iwanowitsch Gorbatschewski

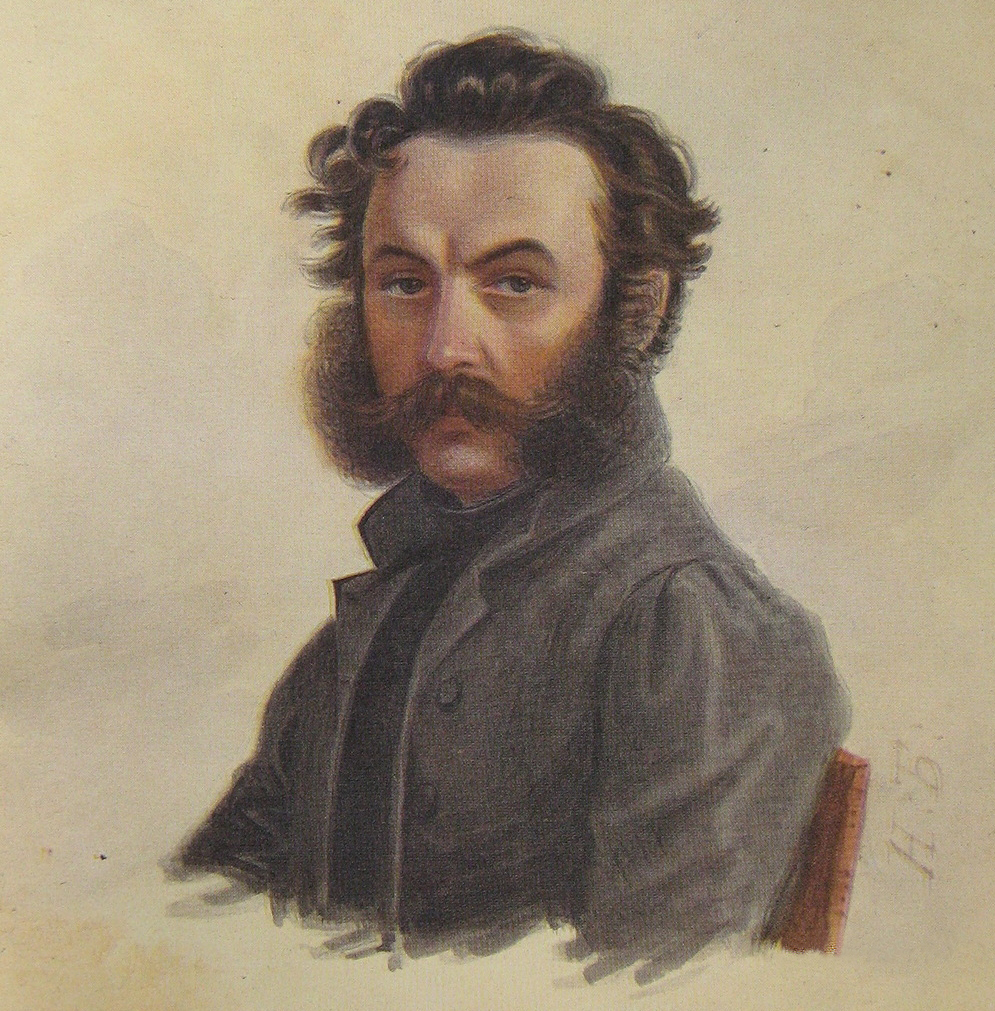
Iwan Gorbatschewski 1837

Iwan Iwanowitsch Gorbatschewski (russisch Иван Иванович Горбачевский, ukrainisch Іван Іванович Горбачевський Iwan Iwanowytsch Horbatschewskyj; * 22. Septemberjul. / 4. Oktober 1800greg. in Neschin, Russisches Kaiserreich; † 9. Januarjul. / 21. Januar 1869greg. in Petrowski Sawod, Russisches Kaiserreich) war ein russischer Dekabrist.

## Leben
Iwan Gorbatschewski kam als Sohn einer verarmten adligen Familie in Neschin, dem heutigen Nischyn in der ukrainischen Oblast Tschernihiw, zur Welt.
Sein Vater Iwan Wassiljewitsch Gorbatschewski diente 1812 während des Vaterländischen Krieges, begleitet von seinem Sohn Iwan, im Hauptquartier der Generalfeldmarschälle Michael Andreas Barclay de Tolly und Michail Kutusow. Nach dem Krieg diente Gorbatschewskis Vater in der Staatskammer von Wizebsk, wo Iwan seine Kindheit und Jugend verbrachte und ab 1813 das Gymnasium besuchte, dass er 1817 absolvierte.
Am 23. August 1817 trat er in Sankt Petersburg der Russischen Armee bei. Er wurde 1820 zum Fähnrich befördert und diente anschließend in Nowohrad-Wolynskyj, wo er am 10. Juni 1825 zum Leutnant der Artillerie befördert wurde.
Im Winter 1823/24 trat er der Vereinigten slawischen Gesellschaft (Общество соединённых славян) bei und
wurde eines ihrer aktivsten Mitglieder.
Er unterstützte den Sturz des Zarismus und die Errichtung einer föderalen Republik der Slawen. Während des Aufstands des Tschernigow-Regiments unter Leitung von Sergei Murawjow-Apostol, versuchte er, gemeinsam mit anderen Offizieren, benachbarte Militäreinheiten für den Aufstand zu gewinnen.
Im Februar 1826 verhaftete man ihn und verurteilte ihn am 10. Juli 1826 zu lebenslänglicher Zwangsarbeit, die man am 22. August 1826 auf 20 Jahre reduzierte. Am 21. Juli 1827 verlegte man ihn in die Festung Kexholm und am 21. April 1827 zur Festung Schlüsselburg, von der er aus am 28. September 1827 nach Sibirien verbracht wurde, wo er am 13. Dezember 1827 in der Ostrog Tschita (Читинский острог) in Transbaikalien ankam. Schließlich verlegte man ihn im September 1830 in die Katorga Petrowski Sawod (Peter-Hütte) und reduzierte am 8. November 1832 seine Haftzeit auf 15 Jahre und am 14. Dezember 1835 auf 13 Jahre.
Im Exil gehörte er dem demokratischsten Teil der Dekabristen an und blieb seinen Idealen bis zu seinem Tod treu. Er verzichtete auf die, von seinen Angehörigen am 12. März 1863 für ihn erwirkte Amnestie, die ihm ermöglicht hätte, unter polizeilicher Aufsicht in Sankt Petersburg zu leben, und starb 68-jährig in Petrowski Sawod, wo er auch bestattet wurde.
Gorbatschewski verfasste seine Erinnerungen unter dem Namen Sapiski (russisch Записки, zu deutsch Notizen), die zu einer wertvollen Quelle der Geschichte der Vereinigten slawischen Gesellschaft  und der Dekabristenbewegung wurden.